# Luc Morisset
Pour les articles homonymes, voir Morisset.
Luc Morisset, né en décembre 1958, est un skieur alpin français.

## Biographie
Il est le fils de Jean-Marie Morisset (1930-1983), moniteur ESF et guide de haute montagne, qui a été un acteur de la création de la station Isola 2000 à partir de 1971. En effet, il a fondé l'école de ski et le club des sports d'isola 2000, et était le directeur technique de la station. En hommage, la station a baptisé de son nom l'une de ses pistes.
En décembre 1979, Luc Morisset prend la 15e place du slalom géant de Kranjska Gora. En mars 1980, il est sacré Champion de France de slalom géant aux Orres.
Après sa carrière sportive, il prend en charge et développe aves ses sœurs, les magasins d'Isola 2000 Morisset sports dont leur père est à l'origine en 1981.
En 2024, il est le président du club des sports d'Isola 2000. 

## Palmarès

### Championnats de France

#### Élite
| Édition / Epreuve           | Slalom géant | Slalom |
| --------------------------- | ------------ | ------ |
| Championnats 1980 Les Orres | Or           | Argent |